# Rolpa (huyện)
Rolpa (tiếng Nepal:रोल्पा) là một huyện thuộc khu Rapti, vùng Trung Tây Nepal, Nepal. Huyện này có diện tích 1879 km², dân số thời điểm năm 2001 là 210004 người.

## Dân số
Biến động dân số giai đoạn 1952-2001:
| Năm    | 1971   | 1981   | 1991   | 2001   |
| ------ | ------ | ------ | ------ | ------ |
| Dân số | 162955 | 168166 | 179621 | 210004 |